# Retuerto (Álava)
Retuerto es un despoblado que actualmente forma parte del concejo de San Román de Campezo, que está situado en el municipio de Bernedo, en la provincia de Álava, País Vasco (España).

## Toponimia
A lo largo de los siglos ha sido conocido también con los nombres de Riotuerto y Rituerto.

## Historia
Documentado desde 1138, estaba situado entre Quintana y San Román de Campezo y fue despoblado a causa de la Guerra de sucesión española, época muy inestable que hizo que en 1710 sus pobladores pasaran a habitar en San Román de Campezo.
Aparece descrito en el quinto volumen del Diccionario geográfico-estadístico-histórico de España y sus posesiones de Ultramar de Pascual Madoz, en la entrada dedicada a San Román de Campezo, de la siguiente manera:

Dentro del mismo, y á 1/8 de hora S. de la v., se encuentra el desp. de Rituerto, llamado antiguamente de Riotuerto, el que fué arruinado en 1710, pasando sus moradores á San Roman; únicamente se conservan algunas paredes y vestigios de su igl.; y su propiedad se litigó por mucho tiempo con la v. de Quintana, habiéndose declarado en favor de San Roman á consecuencia de la tercera y última sentencia; contiguo á este sitio se halla un plantío de árboles silvestres llamado la Dehesa de Rituerto, y es tan grande el cuidado que se tiene de dicho arbolado, que todos los años se exije juramento á los hombres mayores de 14 años, de que no cortarán ningún árbol.
(Madoz, 1846, p. 352)

También se menciona en el tomo de la Geografía general del País Vasco-Navarro dedicado a Álava y escrito por Vicente Vera y López con las siguientes palabras:

Hacia el S. de la villa [de San Román de Campezo] y á unos 600 metros de ella se encuentra el despoblado de Rituerto, que en la antigüedad se llamó Riotuerto, que fué uno de los lugares que el obispo de D. Diego de Álava y Esquível compró á los condes de Salinas, lugar que fué arruinado en 1710 durante la llamada guerra de Sucesión, pasando su vecindario á establecerse á San Román; durante algunos años se conservó transformada en ermita la iglesia que le servía de parroquia; hoy apenas quedan señales de ella. Después de sostener con Quintana largo pleito sobre la propiedad de este poblado, se le adjudicó definitivamente á San Román.
(Vera y López, 1915-1921, p. 690)